# Stephon Marbury
Stephon Xavier Marbury (* 20. Februar 1977 in Brooklyn, New York) ist ein ehemaliger US-amerikanischer Basketballspieler, der viele Jahre Spieler der Profiliga National Basketball Association (NBA) war, zuletzt jedoch in der chinesischen Basketballliga Chinese Basketball Association (CBA) spielte. Marbury ist 1,88 m groß und spielte auf der Position des Point Guards. Seit 2019 trainiert Marbury den chinesischen Klub Beijing Royal Fighters.

## Karriere

### NBA
Marbury wechselte 1996 nach nur einem Jahr Studium am Georgia Institute of Technology in die NBA. An vierter Stelle im NBA Draft von 1996 wählten ihn die Milwaukee Bucks, um ihn anschließend im Tausch gegen Ray Allen zu den Minnesota Timberwolves zu schicken. 1997 wurde Marbury für seine Leistungen im ersten Spieljahr in das NBA All-Rookie First Team berufen. Bei den Wolves spielte Marbury nur zweieinhalb Jahre; wegen Differenzen mit dem Management bezüglich der Höhe seiner Vertragsverlängerung verlangte er einen Wechsel zu den New Jersey Nets.
Bei den Nets spielte Marbury bis 2001 nur mit mäßigem Erfolg, wurde jedoch das erste von insgesamt zwei Malen in seiner Karriere ins NBA All-Star Game eingeladen. Aufgrund der Erfolglosigkeit der Nets nahm das Management ein Spielertauschangebot der Phoenix Suns an und gab Marbury in einem Trade für Jason Kidd ab. Bei den Suns spielte Marbury insbesondere in der Saison 2002/03 erfolgreich, als das Team mit ihm, Shawn Marion und Amar'e Stoudemire nur knapp in der ersten Runde der Playoffs dem späteren Meister, den San Antonio Spurs, unterlag.
Nach einer Verletzung von Stoudemire zu Beginn der Saison 2003/04 spielten die Suns unerwartet schlecht, weshalb Marbury erneut das Team wechseln musste und zu den New York Knicks geschickt wurde. Dort spielte er mit nur mäßigem Erfolg. Er konnte seinem Team in rund vier Jahren nur einmal zur Playoffteilnahme verhelfen.

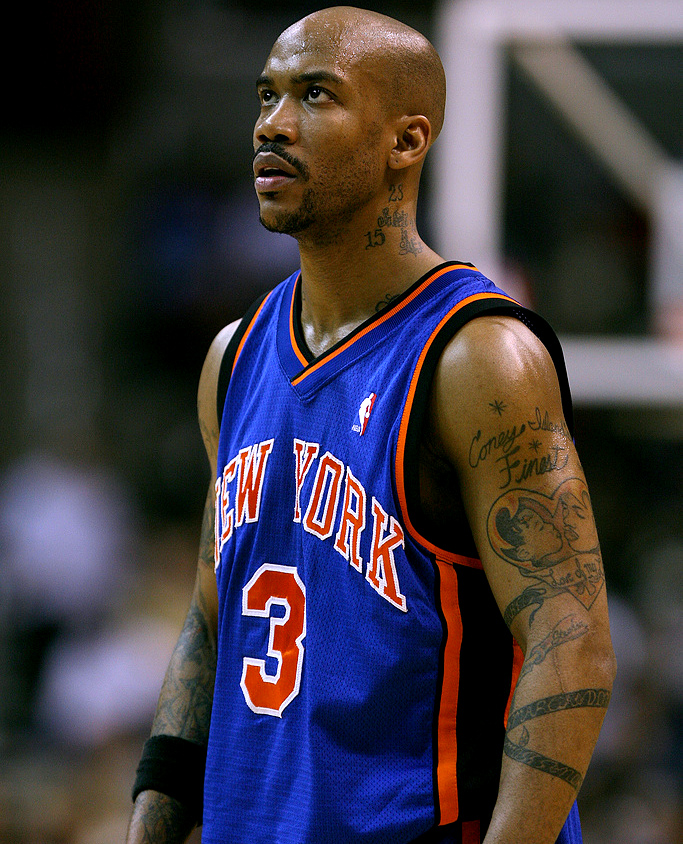
Marbury im Trikot der Knicks

2009, nachdem er die New York Knicks als Free Agent verließ, wurde er als Verstärkung vom amtierenden Meister Boston Celtics unter Vertrag genommen. Am 10. September 2009 kamen Gerüchte auf, dass Marbury nicht mehr in der NBA spielen wolle. Diese dementierte er aber umgehend via Twitter.

### China
Am 18. Januar 2010 gab der chinesische Club Shanxi die Verpflichtung Marburys bis zum Ende der laufenden Saison bekannt. Marbury wird zum bestbezahlten ausländischen Basketballer aller Zeiten in China. Marbury möchte in China somit ebenfalls seine Schuhmarke weiter vermarkten und so neue Märkte erschließen. Nach dieser Spielzeit wechselte er innerhalb der ersten chinesischen Liga zu Foshan Dralions.
2011 wechselte Marbury zu den Beijing Ducks. Mit diesen gewann er 2012 die chinesische Basketballmeisterschaft. Auch 2014 und 2015 gewann Marbury mit Beijing die chinesische Meisterschaft. Er wurde zudem zum Finals-MVP der 2015er Begegnung ernannt. Im letzten Jahr seiner Karriere spielte er für die Beijing Fly Dragons.

### Trainerkarriere
Nach seinem Karriereende übernahm Marbury den Trainerposten bei den Beijing Royal Fighters.

### Nationalmannschaft
Marbury war 2004 Mitglied des US-Olympiateams, das in Athen die Bronze-Medaille gewann.

## Persönliches
Marbury ist der Cousin des ehemaligen NBA-Spielers Sebastian Telfair.
Im Jahre 2006 ging Marbury eine Partnerschaft mit „Steve & Barry’s“ ein, um Schuhe und Bekleidung zu vermarkten, die seinen Spitznamen „Starbury“ tragen. Marbury wollte damit mit etablierten Firmen wie Nike, Reebok und Adidas konkurrieren. Seine Schuhe kosteten lediglich 15 US-Dollar und seien genauso gut wie die 200-US-Dollar-Exemplare der Konkurrenz, da sie alle jeweils in China produziert würden und dasselbe Material verwendet werde. Mit diesen günstigen Schuhen wollte Marbury erreichen, dass Kinder und Jugendliche vor allem aus den ärmeren Verhältnissen, aus denen auch er selber kommt, es nicht mehr nötig haben, die überteuerten Modelle zu erwerben, nur um cool zu sein. Marbury selbst trug seine Schuhe während seiner NBA-Spiele.